# Agathia obsoleta
Agathia obsoleta là một loài bướm đêm trong họ Geometridae.